# یواس‌اس میرتل (اس‌پی-۳۲۸۹)
یواس‌اس میرتل (اس‌پی-۳۲۸۹) (به انگلیسی: USS Myrtle (SP-3289)) یک کشتی بود که طول آن ۴۰ فوت ۹ اینچ (۱۲٫۴۲ متر) بود. این کشتی در سال ۱۹۱۵ ساخته شد.